# Tom Burke (herec)
Tom Burke (* 30. června 1981 Londýn) je anglický herec. Proslavil se jako Athos v seriálu z koprodukce BBC Tři mušketýři, Feďa Dolochov v minisérii Vojna a mír, Cormoran Strike v seriálu Strike, Orson Welles ve filmu Mank nebo Praetorian Jack ve filmu Furiosa: Sága Šíleného Maxe.

## Životopis
Narodil se v Londýně, vyrostl v Kentu. Jeho rodiče David Burke a Anna Calder-Marshall byli herci, stejně jako jeho kmotři Alan Rickman a Bridget Turner. Po narození trpěl rozštěpem rtů. Vždy se chtěl stát hercem a pokoušel se splnit si svůj sen v National Youth Theatre ve městě Faversham. V mládí mu byla diagnostikována dyslexie, která mu zapříčiňovala velké problémy ve studiu. Z toho důvodu byl nucen ve svých 17 letech opustit školu. Pokusil se kontaktovat hereckou agenturu, která mu nabídla první roli. V 18 letech začal navštěvovat taneční školu, poté byl přijat na Akademii dramatického umění v Londýně.

### Kariéra
V roce 1995 se objevil v episodě seriálu Dangerfield, v roce 1996 dostal roli Rolanda ve filmu Dračí srdce. V roce 1999 se objevil v televizním filmu Všichni královi vojáci. Po absolvování Akademie dramatického umění se věnuje herectví naplno. Účinkuje v televizní tvorbě, filmu i divadle. Zahrál si také se slavnějšími kolegy, kterými jsou například Johnny Depp, Sean Bean nebo Carmen Electra.

## Herecká filmografie

### Film
| Rok  | Titul                       | Role                        |
| ---- | --------------------------- | --------------------------- |
| 2000 | Dračí srdce 2               | Roland                      |
| 2003 | The Burl                    | Connor                      |
| 2004 | Squaddie                    | Andy                        |
| 2005 | Libertin                    | Vaughan                     |
| 2006 | The Enlightenment           | Daniel Clay                 |
| 2007 | Supermarket Sam             | Sam                         |
| 2007 | Anastezsi                   | Mario                       |
| 2007 | Chci to!                    | John 'Baggy' Bagley         |
| 2007 | The Collectors              | Edgar                       |
| 2008 | Osudový mejdan              | Bluey                       |
| 2008 | Telstar: The Joe Meek Story | Geoff Goddard               |
| 2009 | Chéri                       | Vicomte Desmond             |
| 2009 | Death in Charge             | Uncle Sean                  |
| 2009 | Roar                        | Mick                        |
| 2010 | Kid                         | Mr. Hayes                   |
| 2010 | Třetí hvězda                | Davy                        |
| 2010 | Look, Stranger              |                             |
| 2011 | The Sweethearts             | Janek                       |
| 2012 | Nejmilejší nepřítel         | Terrence                    |
| 2012 | Bez záznamu                 | Mark                        |
| 2013 | One Wrong Word              | Norbert                     |
| 2013 | Jen Bůh odpouští            | Billy                       |
| 2013 | Vášeň mezi řádky            | Mr. George Wharton Robinson |
| 2013 | The Brunchers               | Him                         |
| 2014 | The Hooligan Factory        | Bullet                      |
| 2019 | Suvenýr                     | Anthony                     |
| 2020 | The Show                    | Fletcher Dennis             |
| 2020 | Mank                        | Orson Welles                |
| 2020 | Blood Sugar                 | Liam                        |
| 2021 | The Souvenir Part II        | Anthony                     |
| 2021 | Omamná láska                | Blond                       |
| 2022 | Žít                         | Sutherland                  |
| 2022 | Irský zázrak                | William Byrne               |
| 2022 | Klokkenluider               | Chris (a.k.a. Kevin)        |
| 2024 | Furiosa: Sága Šíleného Maxe | Praetorian Jack             |
| 2025 | Operace Black Bag           | Freddie Smalls              |
| 2025 | Winter of the Crow          | Ambassador                  |

### Televize
| Rok       | Titul                       | Role                    |
| --------- | --------------------------- | ----------------------- |
| 1999      | Dangerfield                 | Gavin Kirkdale          |
| 1999      | Všichni královi vojáci      | Chad Batterbee          |
| 2003      | State of Play               | Syd                     |
| 2003      | Mladí návštěvníci           | Horace                  |
| 2003      | P.O.W.                      | Robbie Crane            |
| 2004      | Bella and the Boys          | Lee                     |
| 2004      | Případy inspektora Lynleyho | Julian Britton          |
| 2005      | Vzpomínky Casanovy          | Giac                    |
| 2005      | The Brief                   | Dan Ottway              |
| 2005      | Jericho                     | Edward Wellesley        |
| 2005      | All About George            | Paul                    |
| 2006      | Drákulův polibek            | Dr. John Seward         |
| 2006      | Number 13                   | Edward Jenkins          |
| 2007      | The Trial of Tony Blair     | Book Publisher          |
| 2007      | Heroes and Villains         | Napoleon Bonaparte      |
| 2008      | Láska k Barbaře             | Ronald Cartland         |
| 2009      | Agatha Christie's Poirot    | poručík Colin Race      |
| 2011      | Nadějné vyhlídky            | Bentley Drummle         |
| 2012      | Hodinka                     | Bill Kendall            |
| 2013      | Heading Out                 | Ben                     |
| 2014      | Utopia                      | Philip Carvel           |
| 2014–2016 | Tři mušketýři               | Athos                   |
| 2016      | Vojna a mír                 | Feďa Dolochov           |
| 2017–2024 | Strike                      | Cormoran Strike         |
| 2019      | Dětská odpovědnost          | William Ramsden         |
| 2020      | Koruna                      | Derek „Dazzle“ Jennings |
| 2021      | Moderní láska               | Michael                 |
| 2022–2023 | Projekt Lazarus             | Denis Rebrov            |
| 2025      | Blade Runner 2099           |                         |